# Теодора (съпруга на Юстиниан I)
Вижте пояснителната страница за други личности с името Теодора.
Теодора (на старогръцки: Θεοδώρα – „Божи дар“; * ок. 500, Фамагуста, Кипър ; † 28 юни 548, Константинопол, Византийска империя) е византийска императрица, съпруга на император Юстиниан I. Заедно със своя съпруг тя е обявена за светица от православната църква и се чества на 14 ноември.